# Poecilmitis orientalis
Poecilmitis orientalis är en fjärilsart som beskrevs av Swanepoel 1976. Poecilmitis orientalis ingår i släktet Poecilmitis och familjen juvelvingar. IUCN kategoriserar arten globalt som sårbar. Inga underarter finns listade i Catalogue of Life.